# Selva di Progno
Selva di Progno är en ort och kommun i provinsen Verona i regionen Veneto i Italien. Kommunen hade 890 invånare (2018).